# Batalla del Birs
La batalla del Birs se libró el 26 de agosto de 1444 durante la guerra de Zúrich y el conflicto entre Basilea y la nobleza habsburguesa del Rin superior.

## Antecedentes
Cuando se rebelan los súbditos suizos de los Habsburgo, éstos se alían con el reino de Francia, pero las ciudades alsacianas se coaligan a su vez con los suizos. En aquel momento, Francia había pactado una tregua de 18 meses con Inglaterra en el curso de la Guerra de los Cien Años y no sabía cómo desembarazarse de miles de soldados mercenarios que habían quedado sin empleo, llamados armañaques por el nombre de su antiguo caudillo el conde Bernard de Armagnac (en Francia apodados los Ecorcheurs, degolladores) y que eran conocidos por su brutalidad. El rey de Francia encarga entonces al Delfín (el futuro Luis XI) que vaya con ellos a Alsacia -con el consentimiento de los Habsburgo, soberanos de aquellas tierras- para poner en razón a los suizos y a las villas alsacianas.

## La batalla
El ejército de los armañaques contaba con unos 20 000 mercenarios, entre ellos arqueros escoceses. Al mando del Delfín penetran en Alsacia durante el verano de 1444 y se dirigen a Basilea, ciudad aliada con los confederados suizos y en la que se estaba celebrando el Concilio de Basilea. Al amanecer del 26 de agosto, una tropa de 1500 confederados aproximadamente -de los 2200 que estaban sitiando el castillo de Farnsburg (cuyos señores eran aliados de los Habsburgo)- les sale al encuentro sin órdenes concretas. Los guerreros jóvenes e indisciplinados de la avanzada suiza incitan a sus capitanes a lanzarse al ataque. Los confederados ganan primero una escaramuza con la vanguardia de los armañaques en Pratteln y derrotan después a un destacamento enemigo en Muttenz. Luego cruzan el río Birs y se enfrentan a un ejército numéricamente superior en Gundeldingen. La poderosa caballería de los armañaques, al mando de Jean V de Bueil, ataca frontalmente a los suizos en una esplanada a un kilómetro de Basilea. Miles de soldados salen de la ciudad para socorrer a sus aliados, pero al apercibirse de la superioridad del enemigo, regresan desordenadamente a la villa, abandonándoles a su suerte. Los confederados se repliegan hacia el hospital de incurables (leprosería) de San Jacobo en las inmediaciones del Birs, donde son aniquilados después de diez horas de combate y de negarse varias veces a rendirse.

## Consecuencias
Los armañaques perdieron unos 2000 hombres y los confederados 1200 aproximadamente. El Delfín pactó el 28 de octubre de 1444 la paz de Ensisheim con Basilea y la Confederación suiza, y sus tropas no salieron de Alsacia hasta la primavera de 1445, no sin antes haberla devastado.
No es seguro que el Delfín tuviera la intención de atacar seriamente a la Confederación, pero en el siglo XIX la batalla empezó a interpretarse en Suiza como la defensa heroica de Basilea y la Confederación contra la amenaza exterior.